# La Esperanza (Jujuy)
La Esperanza è un comune (municipio in spagnolo) dell'Argentina, appartenente alla provincia di Jujuy, nel dipartimento di San Pedro.
In base al censimento del 2001, nel territorio comunale dimorano 5.002 abitanti, con una diminuzione del 10,85% rispetto al censimento precedente (5.611 abitanti nel 1991). Di questi abitanti, il 48,78% sono donne e il 51,21% uomini. Nel 2001 la sola città di La Esperanza, sede municipale, contava 2.669 abitanti.
La zona presenta un clima subtropicale umido, che favorisce la coltivazione della canna da zucchero e del tabacco, che costituiscono il principale sostentamento del comune.